# Microcosmus multiplicatus
Microcosmus multiplicatus är en sjöpungsart som beskrevs av Takasi Tokioka 1952. Microcosmus multiplicatus ingår i släktet Microcosmus och familjen lädermantlade sjöpungar. Inga underarter finns listade i Catalogue of Life.